# Telegram
A Telegram ingyenes, platformokon átívelő, felhőalapú, azonnali üzenetküldő alkalmazás (Instant Messenger, IM). Az alkalmazás végponttól végpontig titkosított videohívásokat, VoIP-t, fájlmegosztást és számos más funkciót is kínál. A szolgáltatás 2013. augusztus 14-én először iOS operációs rendszeren, majd 2013 októberében Androidon is megindult. A Telegram szerverei a gyakori nagy adatterhelés csökkentése érdekében világszerte el vannak osztva, öt adatközpont található különböző régiókban, míg az operatív központ az Egyesült Arab Emírségekben, Dubajban van. Különböző kliensalkalmazások állnak rendelkezésre asztali és mobil platformokra, beleértve az olyan alkalmazásokat, mint az Android, az iOS, a Windows, a macOS és a Linux (bár a regisztrációhoz iOS, vagy Android készülék és működő telefonszám szükséges). Van még két hivatalos Telegram webalkalmazás, a WebK és a WebZ, valamint számos nem hivatalos kliens, amelyek a Telegram protokollját használják. A Telegram minden fontos alkotóeleme nyílt forráskódú, kivéve a szervert, amely zárt forráskódú és titkosított.
A Telegram végponttól-végpontig titkosított hang- és videóhívásokat és opcionális végponttól-végpontig titkosított csevegéseket (chateket) biztosít. A felhőalapú csevegések és csoportok titkosítottak az alkalmazás és a szerver között, így az internetszolgáltatók, vagy más harmadik fél a hálózaton keresztül nem férhet hozzá az adatokhoz, csak a Telegram szerverén keresztül. A felhasználók szöveges– és hangüzeneteket küldhetnek, hang- és videohívásokat kezdeményezhetnek, valamint korlátlan számú képet, dokumentumot (fájlonként 2 GB) és hangfájlt oszthatnak meg. A Telegramnak 2021 júliusában havi 550 millió aktív felhasználója volt. 2021. augusztus végén 1 milliárd letöltéssel a Telegram volt a legtöbbször letöltött applikáció, alkalmazás.

## Történet

### Alapítás
A Telegramot 2013-ban indította el a Nyikoláj Durov és Pavel Durov testvérpár. Korábban ők hozták létre a VK közösségi oldalt (amit "orosz Facebookként" is emlegetnek) amelyet 2014-ben hagytak ott, miután Putyin elnök és kormánya köreiből egyre erősebb nyomást nehezedett rájuk, hogy engedjék át nekik a cég irányítását.
Pavel Durov eladta a VK-ban megmaradt üzleti részesedését, és elhagyta Oroszországot, miután nem volt hajlandó engedni a hatalom nyomásának. Ezt követően Nyikoláj Durov megalkotta a későbbi messengerük alapját képező MTProto protokollt, míg Pavel Durov, a Digital Fortress alapítványon keresztül, megteremtette a pénzügyi támogatást és az infrastruktúrát. A testvérek azt állítják, hogy a Telegram létrehozásával, végsősorban, nem a profitszerzés volt a céljuk, mindazonáltal nem kívántak nonprofit szervezetként működni.
A Telegram amerikai cégként van bejegyezve. Nem hozza nyilvánosságra, hogy hol a székhelye, sem azt, hogy milyen jogi  háttér és biztonsági infrastruktúra segítségével védi meg a "csapatát" a nem kívánatos befolyásolási kísérletektől. Azt is titokban tartja, hogy milyen eszközökkel biztosítja felhasználói védelmét a külső, például kormányzati, jogalapot nélkülöző, adatgyűjtésektől. Pavel Durov szerint a szolgáltatás központja 2014 és 2015 eleje között Berlinben volt, de nem maradtak ott, mert nem sikerült tartózkodási engedélyt szerezni a csapat minden tagjának. Miután Pavel Durov elhagyta Oroszországot, állítólag egy 15 alaptagból álló kis számítógépes programozói csoporttal költözött országról országra. Sajtóértesülések szerint a Telegramnak Szentpéterváron is voltak alkalmazottai. 2017 óta a Telegram csapata Dubajban van. A felhasználók jelenthetik az alkalmazásokkal kapcsolatos problémákat, valamint fejlesztési ötleteket javasolhatnak az erre a célra létrehozott "Bugs and Suggestions" felületen.

### Fogadtatás
2013 októberében a Telegram bejelentette, hogy 100 000 napi aktív felhasználója van. 2014. március 24-én, az alig több mint féléves cég, havi szinten már elérte a 35 millió felhasználót, míg napi szinten 15 millió aktív felhasználója volt. 2014 októberében, a dél-koreai kormány általános biztonságpolitikai megfigyelési tervének bejelentését követően, sok dél-koreai állampolgár a Telegramra váltott. 2014 decemberében a Telegram bejelentette, hogy 50 millió aktív felhasználója van, akik napi 1 milliárd üzenetet küldenek, és hogy hetente 1 millió új felhasználó regisztrál a szolgáltatására. A forgalom öt hónap alatt megduplázódott, és napi 2 milliárd üzenetre emelkedett. 2015 szeptemberében a Telegram arról számolt be, hogy az alkalmazásnak 60 millió aktív felhasználója van, és napi 12 milliárd üzenetet forgalmaz.
2016 februárjában a Telegram már azt jelentette, hogy 100 millió havi aktív felhasználója van, naponta 350 000 új felhasználó regisztrál, és naponta 15 milliárd üzenetet forgalmaz. 2017 decemberében a Telegram elérte a 180 millió havi aktív felhasználót. 2018 márciusában a Telegram meghaladta a 200 millió havi aktív felhasználót.  2019. március 14-én, Pavel Durov azt állította, hogy egy nap alatt 3 millió új felhasználó regisztrált a Telegramra. Durov nem részletezte, hogy mi váltotta ki ezt az új regisztráció-áradatot, de az időszak egybeesett a Facebook és az Instagram hosszabb technikai leállásával.
Az amerikai tőzsdefelügyelet szerint a Telegram havi felhasználóinak száma 2019 októberében 300 millió fő volt világszerte.
2020. április 24-én a Telegram bejelentette, hogy elérte a 400 millió havi aktív felhasználót. 2021. január 8-án Durov egy blogbejegyzésben bejelentette, hogy a Telegram elérte a "körülbelül 500 millió" havi aktív felhasználót.
2021 júliusában a Telegram 55,2 millió napi aktív felhasználóval és havonta több mint 550 millió aktív felhasználóval rendelkezett. Az Android és iOS alkalmazások közül a hetedik legtöbbet letöltött app volt, egy átlagos Telegram felhasználó pedig napi 2,9 órát használta az alkalmazást minden hónapban.
2021. október 5-én, a Telegram egy nap alatt, több mint 70 millió új felhasználóval gyarapodott a Facebookot és annak leányvállalatait érintő üzemzavar következtében.

## Felépítés

### Fiók
A Telegram-fiókok telefonszámhoz vannak kötve, és SMS-ben ellenőrzik őket. A fiók létrehozásához iOS vagy Android készülékre van szükség, függetlenül a használni kívánt platformtól. A felhasználók több eszközt is hozzáadhatnak a fiókjukhoz, és mindegyiken fogadhatnak üzeneteket. A csatlakoztatott eszközök egyenként vagy egyszerre is eltávolíthatók. A kapcsolódó fiókszám bármikor megváltoztatható, és ennek során a felhasználó ismerősei is automatikusan megkapják az új számot. Emellett a felhasználó beállíthat egy felhasználónevet álnévként, amely lehetővé teszi, hogy üzeneteket küldjön és fogadjon anélkül, hogy felfedné a telefonszámát. A Telegram-fiókok bármikor törölhetők, és alapértelmezés szerint hat hónap inaktivitás után automatikusan törlődnek, ami opcionálisan módosítható a legrövidebb 1 hónaptól legfeljebb 12 hónapig, a kettő közötti tartományban szabadon. A felhasználók a pontos "utoljára láttam" időbélyegeket tágabb értelemben vett üzenetekkel helyettesíthetik, például "nemrég láttam utoljára".
A Telegram által a bejelentkezésekhez használt alapértelmezett hitelesítési módszer az SMS-alapú egyfaktoros hitelesítés. A fiókba való bejelentkezéshez alapértelmezés szerint egy aktuális jelszó szükséges, amelyet SMS-ben küldenek el a felhasználó telefonszámára. A felhasználóknak lehetőségük van jelszó létrehozására is a kétlépcsős hitelesítés egyik formájaként.

### Felhőalapú üzenet
A Telegram alapértelmezett üzenetei felhőalapúak, és a felhasználó bármelyik csatlakoztatott eszközén elérhetők. A felhasználók fényképeket, videókat, hangüzeneteket és egyéb fájlokat oszthatnak meg (fájlonként legfeljebb 2 gigabájtot). A felhasználók üzeneteket küldhetnek más felhasználóknak egyénileg vagy akár 200 000 tagú csoportok tagjaiként. Az elküldött üzenetek az elküldésük után legfeljebb 48 órával szerkeszthetők, és bármikor törölhetők mindkét oldalon. Az összes csevegésben, beleértve a csoportokat és csatornákat is, beállítható, hogy az üzenetek 24 óra, 7 nap vagy egy hónap után automatikusan törlődjenek, bár ez csak az automatikus törlési időzítő bekapcsolása után elküldött üzenetekre vonatkozik.
A Telegram olyan piszkozatkészítési–, draftolási lehetőséget kínál, amely biztosítja, hogy draftok egyidőben szinkronizálódjanak a különböző felhasználói eszközökön. Például amikor egy felhasználó elkezd egy üzenetet gépelni egy eszközön, azt később egy másikon folytathatja. A draft, a vázlat, bármelyik eszközön megmarad a szerkesztési területen, amíg el nem küldik vagy el nem távolítják. Minden csevegés, beleértve a csoportosokat és a csatornákon bonyolítottakat is, a felhasználó által beállított egyéni mappákba rendezhető. A felhasználóknak lehetőségük van arra, hogy a személyes csevegésekben az üzeneteket úgy ütemezzék, hogy azokat akkor továbbítsák, amikor a másik fél online lesz. A felhasználók az adathordozhatóság miatt a WhatsApp, a Line és a Kakaotalk alkalmazásból is importálhatják a csevegési előzményeket, beleértve az üzeneteket és a médiát is. Ezt követően vagy új csevegést készíthetnek az üzenetek tárolására, vagy hozzáadhatják azokat egy meglévőhöz.
A felhőüzenetek továbbítása a Telegram szervereire a szolgáltatás MTProto protokolljával titkosítva történik, míg a titkos csevegések az ugyanezen protokollon alapuló végponttól végpontig titkosítást használják. A Telegram adatvédelmi irányelvei szerint:
"Minden adatot szigorúan titkosítva tárolunk, és a titkosítási kulcsokat minden esetben több más adatközpontban, különböző joghatóságoknál tároljuk.
Így a helyi mérnökök vagy fizikai behatolók nem férhetnek hozzá a felhasználók adataihoz".
A Telegram helyi üzenet-adatbázisa alapértelmezés szerint nem titkosított. Egyes Telegram-kliensek lehetővé teszik a felhasználók számára, hogy egy jelszó beállításával titkosíthassák a helyi üzenet-adatbázist.
A Telegram-felhasználók 15 percen, egy órán vagy nyolc órán keresztül megadhatják az aktuális tartózkodási helyüket egy chatben. Ha egy csoporton belül több felhasználó osztja meg aktuális tartózkodási helyét, akkor a helyszínek egy interaktív térképen jelennek meg. Az online helymegosztás folyamata bármikor leállítható.

### Titkos csevegés
Az üzeneteket kliensről kliensre, az úgynevezett titkos csevegéseken belül, titkosítással lehet továbbítani . Ezeket az üzeneteket a szolgáltatás MTProto protokolljával titkosítják. A Telegram felhőalapú üzeneteivel ellentétben a titkos csevegéseken belül küldött üzenetek csak azon az eszközön érhetők el, amelyen a titkos csevegést kezdeményezték, valamint azon, amelyen a titkos csevegést fogadták. A titkos csevegéseken belül küldött üzenetek elvileg bármikor törölhetők, és opcionálisan önmegsemmisítőek.
A titkos csevegéseket meghívóval kell kezdeményezni. A meghívás elfogadását követően a munkamenet titkosítási kulcsait kicserélik. A titkos csevegésben részt vevő felhasználók a nyilvános kulcsuk ujjlenyomatát megjelenítő képek összehasonlításával ellenőrizhetik, hogy nem történt-e man-in-the-middle támadás.
A Telegram tájékoztatása szerint a titkos csevegéseik 2014 decembere óta tökéletes titkosítást biztosítanak. Amennyiben egy titkosítási kulcsot több mint 100 alkalommal–, vagy több mint egy hétig használtak, akkor azt automatikusan újra cserélik. A régi titkosítási kulcsok megsemmisítésre kerülnek.
A titkos csevegések csak az Android, az iOS és a macOS klienseiben érhetőek el.

### Csatornaszolgáltatás
2015 szeptemberében a Telegram bemutatta új, csatornaszolgáltatását.. A csatornák az egyirányú üzenetküldés egy olyan formáját jelentik, ahol az adminok üzeneteket küldhetnek, de más felhasználók nem. Bármely felhasználó képes csatornákat létrehozni és feliratkozni rájuk. A csatornákat korlátlan számú feliratkozónak szóló üzenetek sugárzására lehet létrehozni. A csatornák nyilvánosan elérhetőek lehetnek egy álnévvel és egy állandó URL-címmel, így bárki csatlakozhat hozzájuk. A csatornához csatlakozó felhasználók láthatják a teljes üzenettörténetet. A felhasználók bármikor csatlakozhatnak, és  bármikor kiléphetnek a csatornákból. A csatorna beállításaitól függően az üzeneteket a csatorna nevével vagy az üzenetet közzétevő admin felhasználónevével lehet aláírni. A nem adminisztrátor felhasználók nem láthatják a csatornára feliratkozott többi felhasználót. A csatorna adminja megtekintheti a csatorna aktivitására vonatkozó statisztikákat, mivel minden üzenetnek saját megtekintésszámlálója van, amely megmutatja, hány felhasználó látta az adott üzenetet, beleértve a továbbított üzenetek megtekinthetőségét is. 2019 májusától a csatorna létrehozója hozzáadhat egy vitacsoportot, egy külön csoportot, ahol a csatorna üzenetei automatikusan megjelennek, hogy a feliratkozók kommunikálhassanak. Ez lehetővé teszi a csatornában lévő üzenetek kommentálását.
2019 decemberében a Bloomberg átköltöztette messenger-alapú hírszolgáltatását a WhatsAppról a Telegramra, miután az előbbi betiltotta a tömeges és automatizált üzenetküldést. A hírszolgáltatás megpróbálja növelni közönségét az Egyesült Államokon kívül.
2021 decemberében tartalomvédelmi funkciókat vezettek be, amelyek lehetővé teszik a privát csatornák és csoportok adminjai számára, hogy letiltsák a képernyőképek készítését, az üzenetek továbbítását és az adatok mentését a közösségeikben.

### Videó– és hanghívás
2017 márciusának végén a Telegram bevezette saját végponttól végpontig titkosított hanghívásait. A kapcsolat lehetőség szerint peer-to-peer-kapcsolatként jön létre, egyébként az ügyfélhez legközelebbi szervert használják. A Telegram szerint egy neurális hálózatot működtetnek, amely különböző technikai paramétereket tanul meg egy-egy hívásból, hogy a későbbiek során jobb minőségű szolgáltatást tudjanak nyújtani.
A Telegram 2020 decemberében indította el a csoportos hangos csevegéseket. Bármelyik csoport vagy csatorna adminja indíthat csevegést, amely minden tag számára nyitott és folyamatos lesz, még akkor is, ha jelenleg senki sem használja. Az adminok alapértelmezetten vagy szelektíven elnémíthatják a tagokat, valamint meghívó linkeket hozhatnak létre, amelyek alapértelmezetten némítottként adnak hozzá embereket. A tagok a Kézfelemelés gomb segítségével jelezhetik, hogy beszélni szeretnének. A mobilverziókban elérhető a push-to-talk opció, valamint a Telegram Desktopon a némítás és a némítás feloldása, billentyűparancsokkal. A csoportok vagy csatornák adminjainak lehetőségük van arra, hogy a csoportjuk vagy csatornájuk nevében csatlakozzanak, elrejtve a személyes fiókjukat. A felhasználók a beszélgetéseket is rögzíthetik, a felvétel ideje alatt figyelmeztetésként egy piros pont jelenik meg.

Az első Telegram logó 2013-ból

A Telegram 2020 áprilisában bejelentette, hogy az év végére csoportos videohívásokat is bevezetnek. 2020. augusztus 15-től a Telegram már a végponttól-végpontig titkosítással ellátott videohívások lehetőségét is biztosította. A kép a képben mód is elérhető lett, így a felhasználóknak lehetőségük lett az alkalmazás egyéb funkcióinak használatára is, miközben a hívásban maradtak. 2021 júniusában a Telegram minden kliensében bevezette a csoportos videohívásokat. 2021 júniusában a Telegram bevezette a csoportos videohívásokat. A felhasználók videót streamelhetnek a kamerájukról, megoszthatják a képernyőjüket, vagy mindkettőt egyszerre is megtehetik. A vállalat közölte, hogy a csoportos hívások felső határa ideiglenesen 30 fő, és a limitet "hamarosan" megemelik. A csoportos hívások támogatják a szelektív képernyőmegosztást, az osztott képernyő nézetet és a továbbfejlesztett zajszűrést. 2021 júliusában a Telegram frissítése bevezette, hogy akár 1000 ember is nézheti a streamelt videót. 2021-ben a livestreameket korlátlan számú résztvevővel frissítették.

## Titkosítástesztelés-verseny
A Telegram két kriptográfiai versenyt is szervezett, hogy azok segítségével tesztelje saját biztonsági rendszere megbízhatóságát. Csak a Telegramtól teljesen független, külsős versenyzők jelentkezhettek a meghirdetett versenyekre.
A feladat az volt, hogy a Telegram két felhasználója között számítógépen keresztül folytatott, titkosítással védett, csevegésből nyerjenek ki információkat, és azokat hozzák nyilvánosságra. 200 000, illetve másodszor már 300 000 dolláros jutalmat ajánlottak fel a győzteseknek.
Mindkét verseny győztes nélkül ért véget.
Moxie Marlinspike kiberbiztonsági kutató, a konkurens Signal üzenetküldő alapítója, valamint a Hacker News olvasói kritizálták az első versenyt, mondván, hogy az manipulált volt, és azt állították, hogy félrevezetőek a Telegram azon kijelentései, amelyek szerint ezek a versenyek a kriptográfiájuk magas minőségének bizonyítékául szolgálnak.
Kormányzati cenzúra,

## Cenzúrázás, tiltás, blokkolás
A Telegramot a cenzúrázhatatlansága miatt egyes országok, köztük Oroszország, Irán, Kína és Pakisztán ideiglenesen, vagy véglegesen betiltották. Az orosz kormány több éves betiltást követően, 2020-ban, feloldotta a tilalmat.
A cég alapítói többször hangoztatták, hogy szeretnék, ha a Telegram eszköz lehetne Irán és Kína számára is  a cenzúra leküzdésére, hasonlóan az alkalmazásnak az oroszországi cenzúra elleni küzdelemben betöltött szerepéhez.
A Telegram kormányzati cenzúrája szócikkben a következő országok cenzúrázási, tiltási és blokkolási helyzetét ismerhetik meg:
- Azerbajdzsán
- Bahrein
- Brazília
- India
- Indonézia
- Irán
- Fehéroroszország
- Hongkong
- Kína
- Kuba
- Németország
- Oroszország
- Pakisztán
- Thaiföld

## Kiberbűnözés
A Financial Times 2021-es kutatásai is megerősítették, hogy a Telegramon illegális tevékenységet folytató egyének és csoportok száma rendkívüli módon megnőtt, nem ritkák az akár több tízezer felhasználóból álló bűnözői közösségek sem. A Telegramot olyan illegális tevékenységekre használják, mint a gyűlöletbeszéd, illegális pornográfia terjesztése, bűnözők közötti kapcsolattartás, valamint illegális áruk és szolgáltatások, például kábítószerek, csempészáruk és lopott személyes adatok kereskedelme.

### Dzsihadisták
2015 szeptemberében Pavel Durov arra a kérdésre válaszolva, hogy az Iszlám Állam (ISIS) használja-e a Telegramot, kijelentette: "Úgy gondolom, hogy végső soron a magánélet és a magánélethez való jogunk fontosabb, mint a rossz dolgoktól, például a terrorizmustól való félelmünk." Durov szarkasztikusan javasolta a szavak betiltását, mert a terroristák ezeket használják kommunikációra. Az ISIS a Telegramot ajánlotta támogatóinak és tagjainak, és 2015 októberében sikerült megduplázniuk hivatalos csatornájuk követőinek számát 9000-re. 2015 novemberében a Telegram bejelentette, hogy 78, az ISIS által propaganda terjesztésére és tömegkommunikációra üzemeltetett nyilvános csatornát letiltott. A Telegram kijelentette, hogy letiltja a terrorizmussal kapcsolatos nyilvános csatornákat és botokat, de nem fogja tiszteletben tartani a "politikai indíttatású cenzúrát", amely "a szólásszabadság helyi korlátozásán" alapul, és hogy lehetővé teszi "az alternatív vélemények békés kifejezését." Az ISIS Telegram használata újra felizzította a titkosítási vitát.
2016 augusztusában francia terrorizmusellenes nyomozók azt állították, hogy az a két ISIS terrorista, akik a franciaországi Normandiában, Saint-Étienne-du-Rouvray-ban meggyilkoltak egy papot, amit videóra is felvettek, a Telegramon keresztül kommunikáltak, és "az alkalmazást használták a támadás tervének összehangolására". A CNN szerint a Telegram "az ISIS terrorcsoport kedvelt kommunikációs eszközeként vált ismertté, és a novemberi párizsi terrortámadásokat kitervelő ISIS-sejt is használta a támadások után. A Daily Mirror a Telegramot "dzsihádista üzenetküldő alkalmazásnak" nevezte.
2017 júniusában az orosz hírközlési szabályozó hatóság, a Roszkomnadzor utalt a Telegram oroszországi betiltásának lehetőségére, mivel terroristabarát platform.
2017 júliusában az Indonéz Hírközlési és Informatikai Minisztérium Informatikai Főigazgatója, Semuel Abrijani Pangerapan azt mondta, hogy tizenegy Telegram DNS szervert blokkoltak, mert a szolgáltatás számos csatornája "radikalizmust, terrorizmust, gyűlöletet, polgári támadást, zavaró képeket és egyéb, az indonéz törvényekkel és rendeletekkel ellentétes propagandát népszerűsített". 2017 augusztusában Indonézia feloldotta a zárolást, miután a Telegram intézkedéseket vezettek be a negatív tartalmak ellen.
2019 novemberében a Telegram részt vett az Europol Internet Referral Action Day elnevezésű akciónapján. Ennek eredményeképpen a Telegram kiterjesztette és megerősítette a terrorista tartalmak felderítésére és eltávolítására irányuló erőfeszítéseit. Több mint 43 000 terrorizmussal kapcsolatos botot és csatornát távolítottak el a Telegramról. Amerikai tisztviselők szerint a Telegram elleni fellépés különösen hatékony volt, és úgy tűnik, hogy tartós hatása lett. Az Europol szerint a Telegram jelentős erőfeszítéseket tett a platformjával visszaélők eltávolítására.

### Szélsőjobboldali csoportok
A Mother Jones magazin arról számolt be, hogy neonáci és fasiszta gyűlöletcsoportok a Telegram alkalmazást használták egy fegyveres gyűlés megszervezésére a virginiai Richmondban, az Egyesült Államokban, míg az Anti-Defamation League a Telegramot fehér fajgyűlölő "menedékhelynek" és a jobboldali szélsőségesek értékes eszközének nevezte. A neonáci fehér szeparatista félkatonai gyűlöletcsoport, a The Base a Telegramra váltott, miután a legtöbb közösségi médiaplatformon, köztük a Twitteren és a YouTube-on letiltották. Miután 2020 januárjában a The Base tagjait többször letartóztatták, a hivatalos Telegram fiókon megjelent egy figyelmeztetés, hogy hagyják abba a posztolást. 2019 augusztusában a fehér felsőbbrendűséget hirdető Christopher Cantwell antiszemita megjegyzéseket tett közzé a Telegramban.
2021 januárjában a Telegram megerősítette, hogy "több száz" neonáci és fehér felsőbbrendűséget hirdető, több tízezer követővel rendelkező csatornát tiltott le erőszakra való uszítás miatt. 2021-ben az Institute for Strategic Dialogue írországi szélsőjobboldalról szóló jelentése szerint az ír szélsőjobboldali csoportok üzenetei az alkalmazáson a 2019-es 801-ről 2020-ra több mint 60 000-re nőttek.
2021. augusztus 27-én az Egyesült Államok képviselőházának a Capitolium elleni 2021-es támadást vizsgáló különbizottsága a Telegramtól (14 másik közösségi médiavállalattal együtt) 2020 tavaszáig visszamenőleg követelt nyilvántartásokat.

### Gyermekpornográfia
A Telegram alkalmazást használták pornográf anyagok terjesztésére, beleértve a gyermekpornográfiát is. A Telegram belső jelentési rendszerében van egy olyan lehetőség, amelyen keresztül "gyermekbántalmazást" tartalmazó tartalmakat lehet jelenteni, beleértve a csoportokban és csatornákban található konkrét üzeneteket is. A vállalatnak van egy "Stop Child Abuse" nevű ellenőrzött csatornája, ahol napi statisztikákat tesznek közzé az illegális anyagok megosztása miatt betiltott csoportok és csatornák számáról. Emellett egy olyan e-mail címet is biztosít, amely a gyermekbántalmazással kapcsolatos tartalmak bejelentésére szolgál.
2021 januárjában az észak-macedóniai média arról számolt be, hogy egy több mint 7000 tagot számláló, mára betiltott Telegram-csoportot, amelynek neve "Public Room" ("Јавна соба"), nők, gyakran fiatal tinilányok meztelen fotóinak megosztására használtak. A megosztott fotókkal együtt névtelen fiókok megosztották a nők magánjellegű adatait, beleértve a telefonszámokat és a közösségi média profilokat, arra bátorítva a csoport tagjait, hogy lépjenek kapcsolatba a nőkkel, és kérjenek tőlük szexuális szívességet. Mindezt a nők előzetes beleegyezése vagy tudta nélkül tették, ami heves nyilvános visszhangot váltott ki, és a csoport letiltását követelték. Észak-Macedónia elnöke, Sztevo Pendarovszki, valamint Észak-Macedónia miniszterelnöke, Zoran Zaev azonnali lépést követelt a Telegramtól, és azzal fenyegetődztek, hogy teljesen korlátozzák az alkalmazáshoz való hozzáférést az országukban, ha nem tesznek lépéseket. A csoportot a felhasználók és a média jelentései után betiltották, bár nyilvános nyilatkozatot nem tettek.

## Telegram a háborúban
A 2022-es orosz invázió Ukrajna elleni megindítását megelőzően bő egy hónappal, 2022. január 21-én, Pavel Durov még lehetőségként beszélt arról, hogy korlátozza a platform működését, amennyiben a helyzet eszkalálódik, mert nem akarta, hogy teret kapjanak az ellenőrizetlen információk és hogy az alkalmazás része legyen a konfliktus elmélyítésének.
Végül csak a háború kirobbanása után, az addigi tartalmakat látva döntött úgy, hogy nem avatkozik közbe. Telegramcsatornáján azt írta, hogy sok felhasználó kérte, hogy a várható konfliktus idején ne blokkolja a Telegramcsatornákat, mivel valószínűleg ezek lesznek a kizárólagos információforrásaik. Durov eleget tett a kérésnek, de kérte, hogy a konfliktus ideje alatt az információforrásokat különösen ellenőrizzék, és a Telegramcsatornákon közzétett információkat és adatokat ne tekintsék automatikusan hitelesnek.
Ez után, az Ukrajna elleni orosz invázió megindítását követően. a Telegram lett az információáramlás elsődleges kommunikációs forrása mind az orosz, mind az ukrán oldalon.
Az ukrán kormány hivatalos háborús kommunikációja a Telegramon folyt. Az @UkraineNOW néven ismert csatorna eredetileg @COVID19_Ukrajna néven indult, és ahogy a neve is mutatja, elsősorban a koronavírussal kapcsolatos információk közlésére használták. A név- és profilváltás nem volt önkényes, a csatorna üzemeltetői szavazásra bocsátották, hogy az orosz erők közeledtével a járványügyi információk helyett a társadalmi-politikai információkra kelljen-e koncentrálniuk. Az ukránok elsöprő többséggel szavaztak a változtatásra, és így az @UkraineNOW nélkülözhetetlenné vált, az ukrajnai háborús mindennapok részévé vált.
Az @UkraineNOW népszerűsége a háború előtti félmillió követőről egymillióra ugrott. Zelenszkij, ukrán elnök Telegramcsatornája még nagyobb növekedést produkált: 65 ezerről 1,3 millió fölé került a követői száma a háború kezdetét követően rövid időn belül.
Ugyanakkor az orosz állam által támogatott RT műsorszolgáltatónak és főszerkesztőjének, Margarita Simonyannak az orosz felhasználók körében voltak rendkívül népszerű Telegramcsatornái, melyek követőinek száma szintén szignifikánsan megugrott a háború megindítását követően.
2022. március 4-én Remi Vaughn, a Telegram szóvivője bejelentette, hogy a közösségi hálózat azonnali hatállyal megtiltotta a Kreml által támogatott médiumoknak, hogy az EU-n belül használják a platformját. A blokkolási folyamatot lezárták, és ezzel az összes RT-csatornát letiltották azoknál a felhasználóknál, akik EU-s telefonszámmal jelentkeztek be a Telegramba. A Telegram mérnökei rövid időn belül kiterjesztik a blokkolást a nem uniós telefonszámmal rendelkező, de fizikailag a blokkban tartózkodó összes felhasználóra.
Durovot a az Ukrajna elleni orosz invázió során a fenti intézkedések ellenére egyre többször érte az a vád, hogy a Telegram a dezinformáció, a szélsőséges ideológiák és az orosz hátterű információs hadviselés fő játékterévé vált. Ukrajnában 2024 szeptemberében az állami szervekben, a katonai alakulatoknál és a kritikus infrastrukturális létesítményekben korlátozták a Telegram használatát. Ugyanakkor a közvéleménykutatásokból ekkor is az derült ki, hogy az ukránok a Telegramot tartják a leghitelesebb információforrásnak, 47 százalékuk elsőként a Telegramot nyitja meg, ha hiteles, megbízható és ellenőrzött információkhoz szeretne jutni a hazai eseményekről.

## Letartóztatás és feltételes szabadságra bocsátás
Pavel Durovot a francia hatóságok 2024. augusztus 25-én a párizsi Le Bourget repülőtéren letartóztatták. A francia ügyészség azzal vádolta, hogy mivel nem hajlandó kiadni a titkosítási protokollt (MTProto), ezért lehetetlen a hatósági moderáció, melynek hiánya ahhoz vezetett, hogy az akkorra már 900 millió felhasználót számláló Telegram a globális kábítószer-kereskedelem, a kriptovaluta-forgalmazás, a terrorizmus és a pedofília ellenőrizhetetlen eszközeként szolgált.
A francia lépés világszerte felháborodást váltott ki, Tucker Carlson megjegyezte, hogy amit még Putyin sem mert megtenni a szólásszabadság megsértésének vádjától félve,  azt egy nyugati ország, egy lelkes NATO-tag megtette. Elon Musk pedig azt írta, "Durov példája csak a kezdet, a szólás- és információs szabadságnak vége".
Három nappal letartóztatását követően Durovot a francia bíróság szigorú bírói felügyelet mellett, ötmillió eurós óvadék ellenében feltételes szabadságra bocsátotta. Durov feltételes szabadlábra helyezését követő első nyilatkozatában azt mondta, hogy a platformja nem „anarchistaparadicsom”, letartóztatása pedig hiba volt, s bár a Telegram nem tökéletes, az azon folyó illegális tevékenységek miatt nem helyes, hogy őt büntetik. Avval magyarázta a bűnözők térnyerését, hogy a felhasználóik száma hirtelen ugrott meg 950 millióra, s ezzel nem tudtak lépést tartani. Kijelentette, hogy személyes célul tűzte ki maga elé azt, hogy ezen a téren a lehető leggyorsabban pozitív előrelépést érjenek el.
Már Durov nyilatkozata előtt a Telegram vezetői elnézést kértek, amiért az oldalukra is kikerültek azok a szexuális tartalmú deepfake képek és videók, amelyeket Dél-Koreában terjesztettek. A letartóztatási procedúrát követően a Telegram megváltoztatta a magánbeszélgetések moderálására vonatkozó előírásait és a korábbinál szigorúbb ellenőrzést vezetett be.

## Fordítás
Ez a szócikk részben vagy egészben  a   Telegram (software) című angol Wikipédia-szócikk ezen változatának fordításán alapul.  Az eredeti cikk szerkesztőit annak laptörténete sorolja fel. Ez a jelzés csupán a megfogalmazás eredetét és a szerzői jogokat jelzi, nem szolgál a cikkben szereplő információk forrásmegjelöléseként.